# گیتا آرین
گیتا آرین گزارشگر و خبرنگار ارشد بخش فارسی صدای آمریکا است. آرین عمدتاً متمرکز بر خبرهای مربوط به حوزه سیاست خارجی است و حرفه خبرنگاری را از سال ۱۳۶۶ با کار در رادیو شروع کرد و در سال ۱۳۸۳ به صدای آمریکا پیوست. وی گزارشگر برنامه خبرها و نظرها است و در سال ۲۰۰۷ به این سمت برگزیده شد.
گیتا از سال ۲۰۰۴ با برنامه فارسی صدای آمریکا کار می‌کند و پیش از همکاری با برنامه تلویزیونی خبرها و نظرها، وی با برنامه رادیو فارسی صدای آمریکا همکاری داشت. وی ۲۱ سال سابقه کار در رادیو، تلویزیون و ترجمه دارد.
...